# Обухово (Раменский район)
Обухово — деревня в Раменском муниципальном районе Московской области. Входит в состав сельского поселения Гжельское. Население — 295 чел. (2010).

## География
Деревня Обухово расположена в северо-восточной части Раменского района, примерно в 9 км к северо-востоку от города Раменское. Высота над уровнем моря 134 м. Рядом с деревней протекает река Гжелка. В деревне 2 улицы — Новая и Центральная. Ближайший населённый пункт — деревня Григорово.

## История
В 1926 году деревня являлась центром Обуховского сельсовета Гжельской волости Бронницкого уезда Московской губернии.
С 1929 года — населённый пункт в составе Раменского района Московского округа Московской области.
До муниципальной реформы 2006 года деревня входила в состав Гжельского сельского округа Раменского района.

## Население
| 1926 | 2002 | 2010 |
| ---- | ---- | ---- |
| 402  | ↘264 | ↗295 |

В 1926 году в деревне проживало 402 человека (184 мужчины, 218 женщин), насчитывалось 74 крестьянских хозяйства. По переписи 2002 года — 264 человека (110 мужчин, 154 женщины).